# Antonia Liskova
Pour les articles homonymes, voir Antonia et Liskova.
Antonia Liskova, née le 25 mars 1977 à Bojnice en Tchécoslovaquie, est une actrice italo-slovaque.

## Biographie
Antonia Liskova est née le 25 mars 1977 à Bojnice, en Slovaquie, mais à l'âge de dix-huit ans, elle a déménagé en Italie, où elle a passé la majeure partie de sa vie. Elle obtient un premier emploi à Rome comme serveuse, puis débute comme modèle photographique avant de rejoindre le milieu du cinéma et de la télévision.
Son premier rôle significatif est une apparition en 1988 dans la série de télévision  Le ragazze di Piazza di Spagna. Elle débute au cinéma en 2000  dans  C'era un cinese in coma de  Carlo Verdone.

## Filmographie
- 2000 : C'era un cinese in coma
- 2001 : Via Zanardi, 33 (série télévisée) : Anneke
- 2001 : Un sacré détective (Don Matteo) (série télévisée) : Maryla
- 2002 : Gioco con la morte : Alina
- 2002 : Il piacere di piacere : Daniela
- 2002 : Il commissario (mini-série) : Francesca (8 épisodes)
- 2003 : La notte di Pasquino (téléfilm) : Jenny
- 2003 : Sospetti 2 (mini-série) : Irina (3 épisodes)
- 2004 : Il tunnel della libertà (téléfilm) : Hellen
- 2004 : Promessa d'amore : Carola
- 2005 : Il cuore nel pozzo (téléfilm) : Anja
- 2005 : L'uomo sbagliato (téléfilm) : Erika Schneider
- 2005 : Sospetti 3 (mini-série) (6 épisodes)
- 2006 : I figli strappati (téléfilm) : Fey von Hassel
- 2007 : Riparo : Mara
- 2007 : Caccia segreta (téléfilm) : Beatrice Rodriguez
- 2008 : Zodiaco (mini-série) : Ester Musso (4 épisodes)
- 2008 : Commissaire Montalbano (série télévisée) : Elena Sclafani
- 2009 : Il bene e il male (série télévisée) : Mariella Fioretti (12 épisodes)
- 2009 : Giulia non esce la sera : Eva
- 2009 : Le segretarie del sesto (téléfilm) : Miranda
- 2009 : Occhio a quei due (téléfilm) : Carla Sigismondi
- 2010-2012 : Tutti pazzi per amore (série télévisée) : Laura del Fiore (52 épisodes)
- 2012 : Mai per amore  (mini-série) : Livia
- 2012 : Maria di Nazaret (téléfilm) : Erodiade
- 2012 : Zodiaco - Il libro perduto (série télévisée) : Ester Musso (2 épisodes
- 2013 : La voce : Gloria, la chanteuse
- 2015 : Oltre il sipario (court métrage) : l'actrice
- 2017 : Squadra criminale (série télévisée)
- 2017 : Occhi Chiusi : Nicole
- 2015-2017 : Solo per amore (série télévisée) : Elena Ferrante (13 épisodes)
- 2017 : Basta un paio di baffi (téléfilm) : Sara
- 2018 : Sconnessi : Olga
- 2018 : Nero a metà (série télévisée)
- 2018 :Parlami di Lucy, de Giuseppe Petitto